# Canthylidia canusina
Canthylidia canusina là một loài bướm đêm trong họ Noctuidae.